# Ablösung (Psychologie)
Ablösung (engl.: detachment) beschreibt die Auflösung einer seelischen Bindung oder Abhängigkeitsbeziehung, in der Menschen in unterschiedlichsten Formen von Beziehungen miteinander stehen können. Hier bezieht es sich speziell auf den Trennungsprozess von den Eltern oder anderen Bezugspersonen, als Schritt in die Selbstständigkeit und Autonomie. Entwicklungspsychologisch betrachtet ist die Pubertät und Nachpubertät (Adoleszenz) die typische Zeit, in der der Jugendliche die Lösung dieser Abhängigkeit/Bindung vollzieht, indem er eine Gegenposition zu den elterlichen Standpunkten einnimmt und gemeinsame Werte aufgibt. Er beginnt sich selbst zu steuern und zu gestalten, auf dem Hintergrund seiner eigenen Entwicklung in einer einbindenden Kultur, eigenen Impulsen nachzugehen, ohne Schuldgefühle, selbst wenn die Eltern davon nicht begeistert sind. Dies ist eine wichtige Voraussetzung für die Entwicklung der Persönlichkeit und das Erwachsenwerden.
Auch in der Endphase eines psychotherapeutischen Prozesses erfolgt eine Ablösung, hier des Klienten vom Therapeuten, als Auflösung der therapeutischen Übertragung.

## Geschichtliche Entwicklung
Freud (1958) beschreibt Ablösung als den Prozess zunehmender Außenorientierung eines Kindes, was (nach der Bindungstheorie) bereits im Kleinkindalter geschieht.
Robert J. Havighurst (1948), Devoric und Helmut Fend beschreiben die Ablösung als zentrale Entwicklungsaufgabe im Jugendalter, die darin besteht, sich aus der Abhängigkeit von Erwachsenen zu lösen. Bowlby (Bindungstheorie) benutzt diesen Begriff außerdem in Verbindung mit dem Sterben.

## Aspekte der Ablösung
Junge Menschen brauchen zur Ablösung „eigene Reviere“, wie eigenes Zimmer, eigenes Tagebuch, eigene Reliquien, die für andere tabu/unantastbar sein sollten. Es wäre falsch, wenn diese Reviere/Individualbereiche/Grenzen in der Erziehung nicht respektiert würden. Der Jugendliche muss sich von den Eltern abgrenzen können und die Eltern dürfen nicht mehr alles wissen. Er beginnt, ein eigenes Leben jenseits der Familie zu führen und wächst stärker in seine Peer Group hinein.
Im Rahmen der Familie ist es gleichzeitig wichtig, dass die innerfamiliären Grenzen/Subsystemgrenzen klar sind: Jugendliche dürfen nicht zu „Ersatzpartnern“ werden, weil sie sonst ihre Eltern nicht in ausreichendem Maß loslassen können oder die notwendigen Selbstbestimmungswünsche äußern.
Tragen Eltern Konflikte nicht miteinander aus, sondern über den Jugendlichen, so behindern sie dessen Ablösung. Er kommt in Loyalitätskonflikte und fühlt sich für den Streit zwischen den Eltern verantwortlich.
Ablösung aus der Sicht der Jugendforschung beinhaltet die Entwicklung von Autonomie und emotionaler Unabhängigkeit durch verstärkte Kontakte mit den Peer-groups, Auflehnung gegen den elterlichen Einfluss, Aufbau einer eigenen intimen Beziehung, Wahl eines Berufes, Auszug und Gründung eines eigenen Haushaltes (Frauen mit etwa 21J., Männer mit etwa 24J.), Partnerwahl und eventuell Heirat.
Ablösungsprozess aus der Sicht des Familienentwicklungsansatzes betrachtet das „Sich-Ablösen“ von den Eltern zum einen aus der Sicht der Jugendlichen, und zum anderen das „Gehen-lassen“ der Kinder aus der Sicht der Eltern.
Erich Fromm betont die Abhängigkeit des Kindes von der Liebe und Zuwendung der Mutter und beschreibt diese Beziehung deshalb als ungleichgewichtig. Als wahre Mutterliebe bezeichnet er, nicht nur für das Wachstum des Kindes Sorge zu tragen, sondern es schließlich auch loslassen zu können.

## Ablösung im Rahmen des „Psychosozialen Moratoriums“ nach Erikson
Dieser erstmals von Erik H. Erikson geprägte Begriff Psychosoziales Moratorium bezeichnet die Lebensphase zwischen Kindheit und Erwachsenen-Identität, in der sich eine langsame Ablösung von den Eltern und der endgültige Abschied vom Kindheits-Ich vollzieht. Diese Ablösung ist begleitet von unterschiedlichen Orientierungsproblemen (wie z. B. die Berufsfindung) und hat das Ziel, auf den Erwachsenenstatus hinzuführen, für den die Berufs- oder Arbeitsrolle von Bedeutung ist.

## Gesellschaftliche Entwicklung
Nach neueren Untersuchungen (2004) scheint sich die Ablösung von den Eltern weiter hinauszuzögern. Verlängerte Aufenthalte in Bildungssystemen, Zunahme von Singlehaushalten, höheres Heiratsalter, späterer Berufsantritt u. ä. sind zu beobachten. Klassische Stationen wie der Auszug aus dem elterlichen Haushalt, finanzielle Eigenständigkeit, der Abschluss einer beruflichen Ausbildung und die Gründung einer eigenen Familie sind nicht mehr generell zur Definition der Ablösung gültig. Diese Ablösungsschritte stellen Indizien für den Prozess dar, erfolgen durch die verlängerte Jugendphase jedoch zeitversetzt und in abgewandelter Bedeutung (Achatz, Krüger, Rainer, de Rijke 2000, S. 35). Der Begriff der „Postadoleszenz“ entsteht hier und beschreibt eine Lebensphase, die sich bis ins dritte Lebensjahrzehnt erstrecken kann.
Untersuchungen ergeben, dass der Anteil der Jugendlichen, die finanziell von ihren Eltern abhängig sind, von 1999 bis 2002 um 8 Prozentpunkte (auf 55 %) gestiegen ist. Die Hälfte der 24-jährigen Männer lebt im elterlichen Haushalt und die Anzahl junger Menschen ohne Berufsausbildung wächst (z. B. 2004 Sozio-ökonomisches Panel).
Ein Hintergrund mit perspektivlosen Aufenthalten in Bildungssystemen und anschließender Arbeitslosigkeit erschwert die Entwicklung einer erwachsenen Ich-Identität und einer gelungenen Ablösung.